# L'ebreo
L'ebreo (l'hebreu), Lida di Granata, o també Leila di Granata, és una òpera en un pròleg i tres actes, amb música de Giuseppe Apolloni sobre un llibret d'Antonio Boni. Es va estrenar el 25 de gener de 1855 al Teatro La Fenice de Venècia.

## Context
Estrenada com L'ebreo, l'obra va ser molt apreciada per la seva música, fàcil d'escoltar. Es va representar el mateix any de la seva estrena també a Roma i a Nàpols. En els anys successius va ser representada també fora Itàlia (Barcelona, Odessa, Constantinoble i Nova York). A Barcelona es va representar al Gran Teatre del Liceu el 7 d'octubre de 1855.
Posteriorment a l'estrena, Apolloni va modificar l'obra a causa de la censura, ara amb el títol de Lida di Granata, o també Leila di Granata. Els noms d'alguns protagonistes van canviar: l'hebreu Issàchar va passar a ser l'esclau israelita Almame; la seva filla Leila va canviar a Lida; el rei Ferran va ser substituït pel general Ruggero i el Gran Giudice va passar a ser Rolando, president del consell de guerra. Aquesta versió es va representar al Teatro Communale de Bolonya el desembre de 1855 i al Teatro Pagliano de Florència la tardor de 1856.
En temps moderns, aquesta òpera va ser de nou representada en ocasió del centenari de la mort del compositor. Va tenir lloc al Teatre Chiabrera de Savona, els dies 29 i 31 d'octubre de 1989.

## Intèrprets de l'estrena
Els intèrprets de l'estrena van ser:
| Personatge      | Intèrpret                |
| --------------- | ------------------------ |
| Issàchar        | Giovanni Corsi           |
| Leila           | Marianna Barbieri-Nini   |
| Boabdil-el-Chic | Felice Peranzoni         |
| Adèl-Muza       | Carlo Negrini            |
| Ferdinando      | Cesare Nanni             |
| Isabella        | Maria Luigia Morselli    |
| Gran Giudice    | Carlo Salvatore Poggiali |

## Argument
L'acció es desenvolupa a l'Andalusia. Època: acaballes del segle xv.

### Pròleg
En 1492, la ciutat de Granada, sobre la qual encara regna el moro Boabdil, es troba assetjada per Ferran el Catòlic i Isabel I de Castella. Boabdil confia cegament en Issàchar, un hebreu considerat mag i profeta, però de qui no es coneix el vertader origen. Issàchar, que professa un profund odi vers els moros i vol facilitar l'entrada a la ciutat als assetjadors, intenta convèncer Boabdil que el cap de l'exèrcit, Adèl-Muza, el vol destronar. Boabdil, malgrat creure que Adèl-Muza és innocent, dona l'ordre de que sigui empresonat.

### Acte I
Adèl-Muza està enamorada de Leila, sense saber que aquesta és la filla d'Issàchar. La mateixa Leila ignora tot sobre el passat del seu pare. Adèl-Muza i Leila sorprenen a Issàchar durant una conversa. Adèl-Muza, que encara no ha estat empresonat, fuig, sent reconegut per Issáchar, que es consola pensant que aviat el moro serà presoner a l'Alhambra. Issàchar demana a la seva filla que maleïx als moros, però la jove dubta i Issàchar s'enfurisme.
Issàchar marxa al campament espanyol: té la intenció de lliurar Leila al rei Ferran, com un compromís que els ajudarà a conquerir Granada a canvi de la impunitat pels hebreus. No obstant això, Ferran no accepta les condicions i lliure Issàchar als jutges de la Inquisició. Mentre que Ferran i Isabel estan segurs que Leila es convertirà en la fe cristiana, Issàchar aconsegueix escapar i cala foc a les tendes del campament proclamant-se un àngel exterminador.

### Acte II
Issàchar aconsegueix tornar a Granada, on Adèl-Muza ha estat alliberat i torna a comandar els moros. Issàchar també es prepara per a lluitar en la defensa de la ciutat. Issàchar jura a Jehovà que sacrificarà la seva filla Leila si se li concedeix la victòria, i els moros prometen capturar-la.
La victòria, però, l'aconsegueixen les tropes assetjadores. Boabdil i els seus es veuen obligats a tancar-se a l'Alhambra. Adèl-Muza marxa com ambaixador davant Ferran i li proposa una treva, que es rebutjada. Adèl-Muza està a punt de marxar quan reconeix a Leila. Recorda el seu amor, però Leila, gairebé convertida al cristianisme, el rebutja. Adèl-Muza se'n va maldient-la.

### Acte III
Es prepara el bateig de Leila. Ella té un moment de dubte recordant l'Adèl-Muza. Arriben per separat al lloc Issàchar, de forma esbiaixada, i Adèl-Muza, aquest disfressat de castellà. El primer vol robar la seva filla de la fe cristiana, el segon amb l'esperança de tornar-la a veure. Els dos es reconeixen i estan a punt de barallar-se, quan sentes els càntics religiosos que provenen del temple. Tots dos es precipiten al temple, però Issàchar és el més ràpid i apunyala Leila per impedir-li el canvi de fe religiosa. Leila mor donant una darrera mirada dolça a Adèl-Muza. Issàchar és capturat i juntament amb Adèl-Muza, que ha estat reconegut.

## Estructura musical
Pròleg
- N. 1 - Cavatina d'Issàchar - Salve, o luce dei credenti (Issàchar, Boabdil, cor)

Acte I
- N. 2 - Cavatina d'Adèl-Muza - Del corano il sacro carme (Adèl-Muza, Leila)
- N. 3 - Duet Issàchar i Leila - Romito fior nel tramite
- N. 4 - Final 1r acte - Dovrà per tale infamia (cor, Issàchar, Leila, Ferran, Gran Giudice, Isabel)

Acte II
- N. 5 - Ària d'Issàchar - Al tuo cenno m'inchino devoto (Issàchar, cor)
- N. 6 - cor i cavatina de Ferran - Ogni lido, ogni spera, o Fernando - Fu iddio, che disse (Ferran, Isabel, cor)
- N. 7 - Final 2n acte - Ella è mia!! solo un accento (Adèl-Muza, Leila, Ferran, Isabel, Gran Giudice, cor)

Acte III
- N. 8 - cor i ària de Leila - Era travolta un'anima - Da quell'augusta soglia (Leila, Ferran, Isabel, Gran Giudice)
- N. 9 - Ària d'Adèl-Muza - Meste d'incerto raggio
- N. 10 - Final 3r acte - Vergin, che l'alma hai candida (cor, Issàchar, Adèl-Muza, Leila, Ferran, Gran Giudice, Isabel)

## Enregistraments
- 1989 - Massimo De Bernart, Orquestra Simfònica de San Remo i cor 'Francesco Cilea' de Reggio Calabria; Simone Alaimo (Issàchar), Fernanda Costa (Leila), Dino Di Domenico (Adèl-Muza), Armando Caforio (Ferdinando), Paola Bidinelli (Isabella), Francesco Piccoli (Boabdil, Gran Giudice) - Bongiovanni